# Stožok
Stožok é um município da Eslováquia, situado no distrito de Detva, na região de Banská Bystrica. Tem 8,95 km² de área e sua população em 2018 foi estimada em 1.044 habitantes.

## Demografia
| Ano:        | 1994 | 2004   | 2014    | 2024   |
| ----------- | ---- | ------ | ------- | ------ |
| Broj ljudi: | 720  | 704    | 1000    | 1195   |
| Razlika:    |      | -2,22% | +42,04% | +19,5% |

| Ano:               | 2023 | 2024   |
| ------------------ | ---- | ------ |
| Número de pessoas: | 1162 | 1195   |
| Diferença:         |      | +2,83% |